# Adikos kosmos
Adikos kosmos è un film del 2011 diretto da Filippos Tsitos.